# Louan-Villegruis-Fontaine
Louan-Villegruis-Fontaine è un comune francese di 524 abitanti situato nel dipartimento di Senna e Marna nella regione dell'Île-de-France.

## Società

### Evoluzione demografica
Abitanti censiti